# Nevill Ground

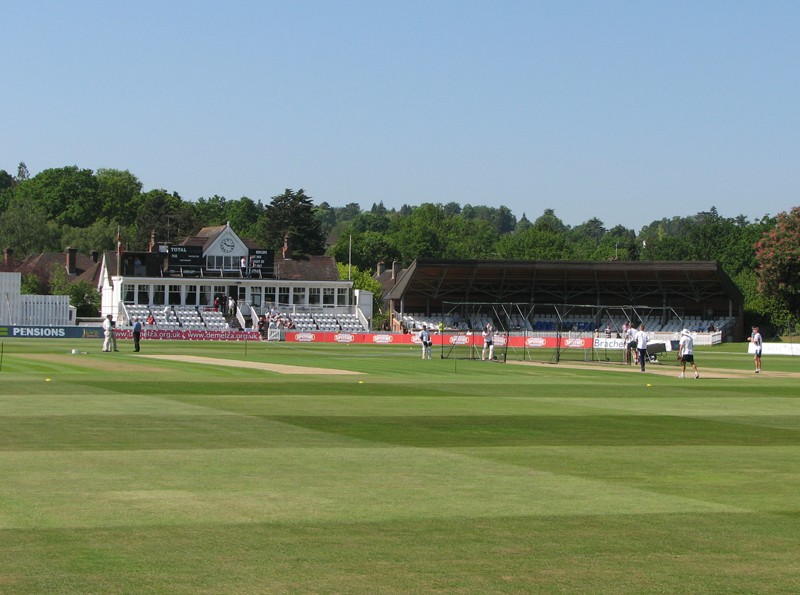
La Nevill Ground

La Nevill Ground es un campo de cricket en Tunbridge Wells, Kent, Inglaterra. Se jugó el anfitrión a un One Day International durante la Copa Mundial de Cricket 1983, el fase de grupos entre India y Zimbabue. La Nevill Ground es reconocido en el cricket por tener rododendros alrededor del borde de la cancha.